# Leopold von Hübel
Paul Gustav Leopold Hübel, ab 1907 von Hübel (* 9. Februar 1862 in Zwickau; † 12. Juni 1920 in Dresden), war ein sächsischer Politiker und Rittergutsbesitzer.

## Leben
Er war der Enkelsohn des Wirklichen Geheimen Rates im sächsischen Kultusministerium Gustav Ludwig Hübel (1800–1881) und Sohn des Kreishauptmanns und Rittergutsbesitzers Gustav Friedrich Hübel (1828–1883). Nach dem Besuch des Zwickauer Realgymnasiums studierte er ab 1881 Landwirtschaft und promovierte zum Dr. phil. Durch den frühen Tod des Vaters übernahm er bereits 1883 dessen Rittergut Sachsendorf und unterstützte seine verwitwete Mutter.
1901 wurde Hübel als Rittergutsbesitzer auf Lebenszeit in die Erste Kammer der Ständeversammlung des Landtages des Königreiches Sachsen gewählt.
Am 25. Mai 1907 wurde er in den sächsischen Adelstand erhoben. Zum damaligen Zeitpunkt war er mit Olga Elisabeth von Schönberg (1880–1934) verheiratet. Aus der Ehe ging eine Tochter hervor.